# Jan Vilém z Trautsonu
Jan Vilém kníže z Trautsonu (Johann Wilhelm Fürst von Trautson, Reichsgraf von Falkenstein, Freiherr zu Sprechenstein) (5. ledna 1700 Vídeň – 3. října 1775 Vídeň) byl rakouský šlechtic, dvořan a politik. V roce 1724 zdědil titul knížete, zastával vysoké funkce u dvora a v zemské správě Dolního Rakouska, kde byl nakonec zemským maršálkem. Byl také nejvyšším hofmistrem císaře Františka Štěpána Lotrinského a získal Řád zlatého rouna. Byl majitelem rozsáhlých statků v rakouských zemích (Falkenstein) a ve středních Čechách (Vlašim, Dolní Kralovice). Zemřel jako poslední potomek rodu Trautsonů.

## Životopis

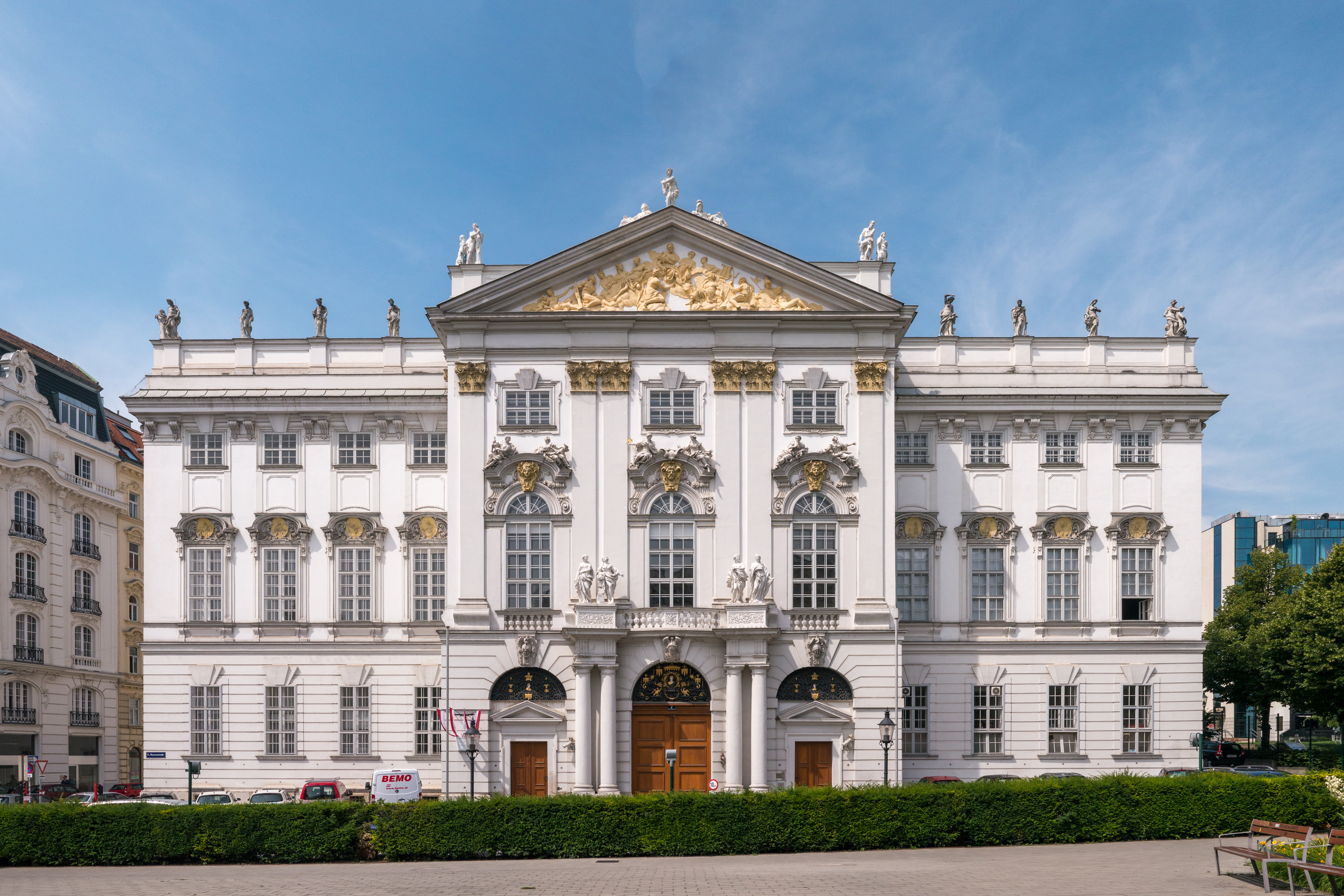
Palác Trautsonů ve Vídni

Pocházel ze šlechtického rodu Trautsonů, narodil se jako nejstarší syn císařského nejvyššího hofmistra Jana Leopolda z Trautsonu (1659–1724) a jeho manželky Marie Terezie, rozené hraběnky Ungnadové z Weissenwolffu (1678–1741). Po studiích absolvoval kavalírskou cestu, z níž se vrátil v roce 1721 a vstoupil do služeb u dvora. V roce 1722 se stal císařským komorníkem, v prosinci téhož roku byl jmenován říšským dvorním radou, po otci v roce 1724 zdědil titul knížete. Mezitím se zúčastnil korunovace Karla VI. českým králem a v Praze byl pasován na rytíře sv. Václava. V Praze v roce 1723 pobýval několik měsíců v Colloredovském paláci na Malé Straně. Později získal titul tajného rady a zastával úřady v zemské správě Dolního Rakouska. V roce 1749 byl jmenován rytířem Řádu zlatého rouna. V roce 1753 byl jmenován nejvyšším hofmistrem císaře Františka I. Štěpána, téhož roku se stal také zemským maršálkem v Dolním Rakousku (tuto funkci zastával až do smrti). Dále byl uživatelem čestných titulů dědičného zemského hofmistra v Dolním Rakousku a dědičného zemského maršálka v Tyrolsku.

## Majetkové a rodinné poměry

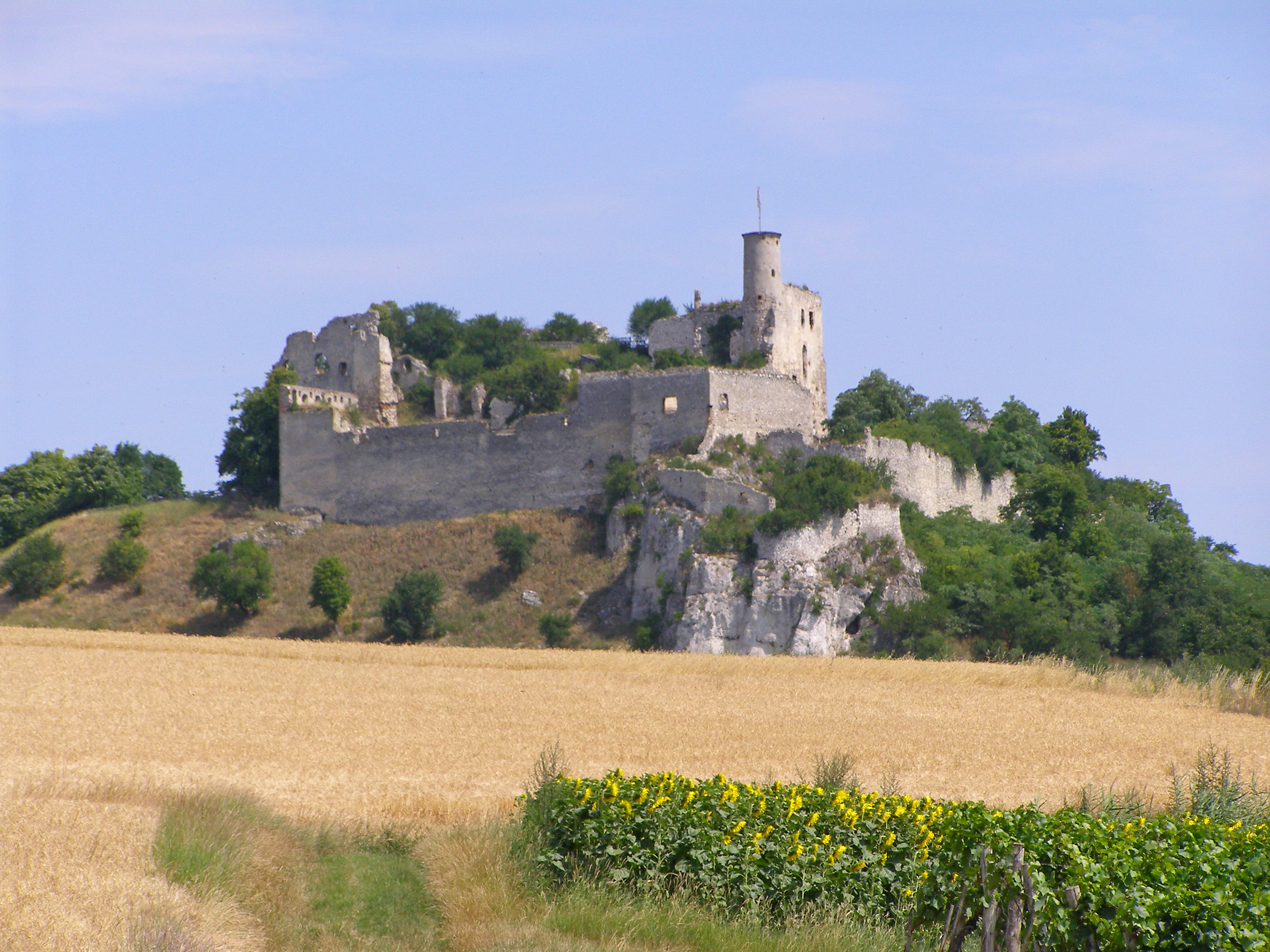
Hrad Falkenstein, centrum rodového majetku v Dolním Rakousku

V roce 1724 se stal dědicem majorátního fideikomisu zřízeného otcovou závětí v hodnotě 1 400 000 zlatých. K dědictví patřily statky v Dolním Rakousku s hradem Falkenstein a sídelním zámkem Goldegg u Sankt Pölten, ve Vídni rodina obývala Trautsonovský palác. Dále vlastnil statky v Čechách, kde jeho otec od přelomu 17. a 18. století budoval rozsáhlou doménu na Benešovsku. Centrem českých panství byly Dolní Kralovice, na zdejším zámku (zbořeném v roce 1971) sídlila jen vrchnostenská správa, pro příležitostné pobyty Trautsonů sloužily zámky v Čechticích a Křivsoudově. V Čechticích přispěl k hospodářskému rozkvětu rozprodejem selských usedlostí do dědičného vlastnictví, v Křivsoudově v roce 1747 potvrdil městská privilegia. K dolnokralovickému komplexu patřily dále statky Vlastějovice a Martinice, celý tento majetek byl prodán v roce 1766 bankéřské rodině Palmové z Gundelfingenu. V sousedství Dolních Kralovic získal Jan Vilém další statky v roce 1722, kdy vyženil panství Vlašim. Po matce zdědil v roce 1741 Český Rudolec, toto dědictví ale sdílel se svými mladšími sourozenci a společně je prodali ještě v roce 1741 za 84 000 zlatých.
Kníže Jan Vilém Trautson byl třikrát ženatý. Poprvé se oženil v roce 1722 se svou sestřenicí Marií Josefou, rozenou hraběnkou Ungnadovou z Weissenwolffu (1703–1730), dědičkou středočeského panství Vlašim. Podruhé se oženil s Marií Františkou, hraběnkou Mansfeld-Fondi (1707–1743), dcerou knížete Karla Františka Mansfeld-Fondi. Jako dvojnásobný vdovec se nakonec v roce 1746 potřetí oženil s baronkou Marií Karolínou Haagerovou von Altensteig (1701–1792), která byla oblíbenou dvorní dámou Marie Terezie a později hofmistryní jejích starších dcer. Z prvního a druhého manželství měl osm dětí, z nichž se dospělého věku dožily jen dvě dcery. Mladší z nich Marie Anna (1743–1790) byla manželkou knížete Jana Bedřicha z Lambergu (1737–1797). Starší dcera Marie Josefa (1724–1792) se v roce 1744 provdala za knížete Karla Josefa Auersperga (1720–1800), který se po několikaletém soudním sporu stal univerzálním dědicem majetku Trautsonů s podmínkou přijetí aliančního jména Auersperg-Trautson.
Jeho mladší bratr Jan Josef (1707–1757) byl kardinálem a biskupem ve Vídni, sestra Marie Kristina (1702–1743) byla manželkou generála Otakara Starhemberga, další sestra Marie Františka (1708–1761) se provdala za vysoce postaveného dvořana knížete Jindřicha Josefa Auersperga. Jeho syn z prvního manželství Karel Auersperg byl zmíněný dědic trautsonovského majetku.